# Oulujärvi
Der Oulujärvi [ˈɔu̯lujærvi] (deutsch auch „Oulusee“) nordwestlich der Stadt Kajaani gelegen, ist das fünftgrößte Binnengewässer Finnlands mit einer Wasserfläche von 887 km², die neben Kajaani auch Teile der Gemeinden Paltamo, und Vaala umfasst. Er hat mehrere Zuflüsse, wie den Kajaaninjoki in Kajaani und den Kiehimänjoki in Paltamo und entwässert über den Oulujoki in den bottnischen Meerbusen.  
Wie die meisten finnischen Seen, ist der Oulujärvi seicht und hat eine mittlere Tiefe von 7 m. Auch sein tiefster Punkt liegt nur 35 m unter dem Wasserpegel. Die geringe Tiefe ermöglicht eine schnelle Erwärmung des Wassers. Im Sommer ziehen vor allem die Sandstrände von Manamansalo, der mit 76 km² größten Seeinsel Finnlands, viele Badegäste an. Zugefroren bleibt der Oulujärvi meist von Ende November bis Anfang Mai.

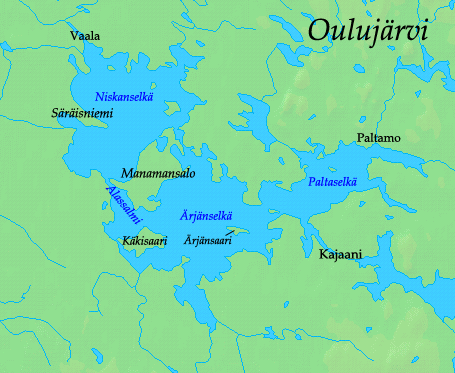
Detailkarte